# Universidad de Salamanca

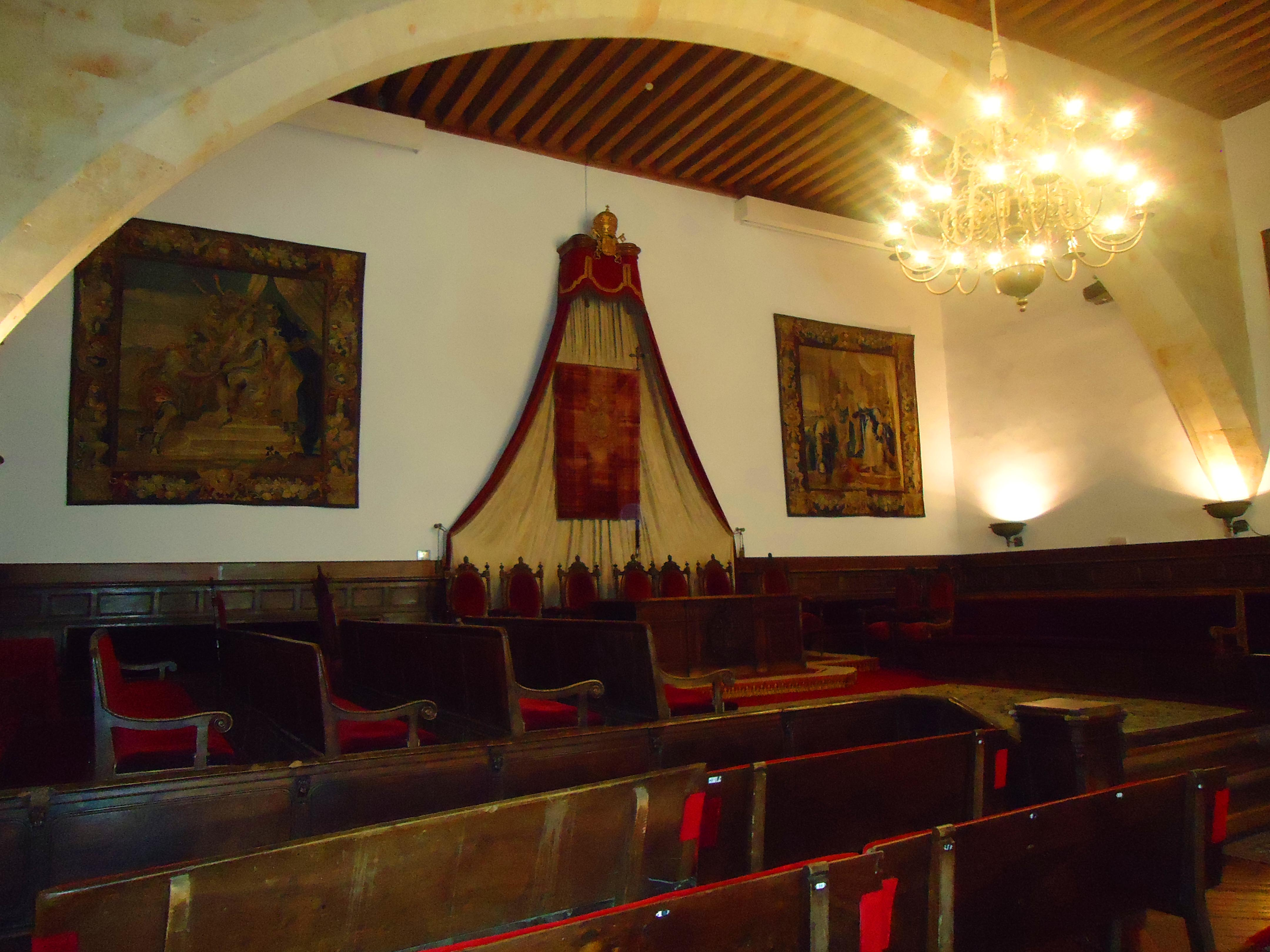
Paraninfo.

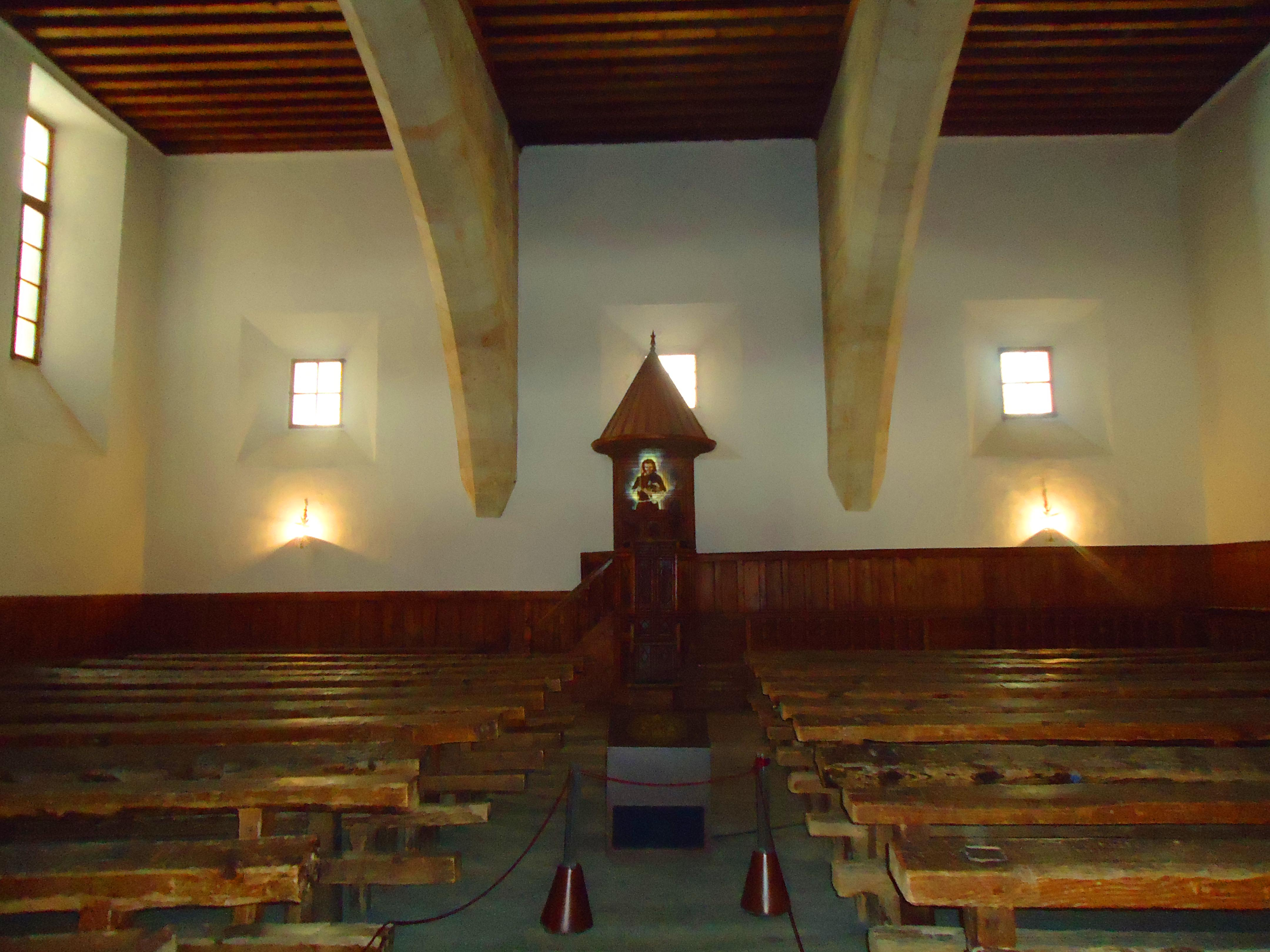
Aula Fray Luis de León, en las Escuelas Mayores.

La Universidad de Salamanca (en latín, Universitas Studii Salmanticensis o Universitas Studii Salamantini) es una universidad pública española con sede en la ciudad de Salamanca, en cuyo municipio se ubican la mayoría de sus centros, aunque también posee centros en las ciudades de Zamora, Ávila, Béjar y en la localidad de Villamayor. Es la universidad más antigua en operación de España y del mundo hispánico y la cuarta más antigua de Europa.
El Studium Generale, germen de la universidad, instituido en 1218 por Alfonso IX de León, fue el segundo más antiguo de España, tras su homólogo palentino —fundado entre 1208 y 1214—. Fue la primera institución educativa europea en obtener el título propiamente de Universidad, por la real cédula de Alfonso X el Sabio fechada el 9 de noviembre de 1252, posteriormente ratificada por la licentia ubique docendi de Alejandro IV en el año 1255.

## Historia

### Fundación y consolidación
Su origen, como la mayoría de las universidades medievales europeas, fueron unas escuelas catedralicias cuya existencia documentada se remonta al menos al año 1174, cuando su maestrescuela aparece recogido en unos documentos de concordia entre la diócesis salmantina y la de Ciudad Rodrigo, firmados ante el arzobispo de Santiago. Este hecho presupone que la creación del cargo de maestrescuela de las escuelas catedralicias tuvo lugar en el siglo XII, ya sea en el reinado de Fernando II de León o en el de su predecesor Alfonso VII.
En el año 1218, Alfonso IX de León otorgó la categoría de Estudio General a esas escuelas, con el nombre de Studii Salmantini. Este título de Estudio General manifiesta la diversidad de las enseñanzas impartidas, su característica no privada (abierta a todos) y la validez de sus títulos. La Universidad de Salamanca nació como un Estudio eminentemente jurídico, en consonancia con la Universidad de Bolonia y en contraste con las universidades de Oxford y París, más centradas en la Teología y las Artes. En 1254, el rey Alfonso X el Sabio dotó a la universidad de unos estatutos que definían su sistema de financiación y creaban el cargo de bibliotecario y nuevas cátedras. La Universidad de Salamanca se convirtió así en la primera de Europa en contar con una biblioteca pública. La universidad era financiada por la Iglesia, aunque indirectamente. Sus fondos provenían de las tercias reales del diezmo eclesiástico. Al ser el diezmo un impuesto sobre la producción agrícola, la situación económica de la universidad estuvo fuertemente influida por las crisis agrarias que se producían regularmente. Se impartían entonces estudios en Derecho, Medicina, Lógica, Gramática y Música. Los profesores de asignaturas relacionadas con el Derecho gozaban de un sueldo mayor, al tratarse de una universidad inclinada hacia las disciplinas jurídicas. Durante los siglos XIII y XIV se fueron creando nuevas cátedras, especialmente en Derecho. El espaldarazo final le llegó en el año 1255 con la bula del papa Alejandro IV, que le otorgó la licentia ubique docendi, con la que se reconocía la validez de los grados otorgados por la Universidad de Salamanca en todo el mundo. Entre 1381 y 1386, comenzó a impartir estudios de Teología.
Las clases se impartían en latín, lo que facilitaba la movilidad internacional de profesores y estudiantes al ser una lengua utilizada en toda Europa. Los principales destinos del alumnado eran Bolonia, París y Montpellier. No obstante, la movilidad internacional en este periodo era poco importante, llegando muy pocos alumnos extranjeros a Salamanca. La mayor parte de los alumnos provenían de la Meseta Norte, Portugal, Galicia y Asturias. La universidad presentaba unas dimensiones reducidas, en términos de número de alumnos, respecto a otras de la época como la de Bolonia. A finales del siglo XIV, estudiaban en Salamanca entre 500 y 600 alumnos. El crecimiento durante el siglo XV fue muy importante, alcanzando unos 3000 alumnos a comienzos del siglo XVI. Todos eran varones y predominaban los clérigos sobre los laicos.
La institución tardó mucho tiempo en contar con edificios propios donde impartir la docencia. Hasta el siglo XV, las clases se impartían en el claustro de la Catedral Vieja, en casas alquiladas al cabildo y en la iglesia de San Benito.
El primer edificio propiamente universitario fue el del Colegio Mayor de San Bartolomé, fundado por el obispo Diego de Anaya Maldonado, comenzado a construir en 1401. Poco antes, el cardenal aragonés Pedro de Luna, que luego sería el antipapa Benedicto XIII, gran protector de la institución, impulsó la compra de los primeros solares y en las constituciones de 1411 obligó a la construcción de las Escuelas Mayores (conocido a veces como edificio histórico de la universidad). Casi seguido (1413), el rey Juan II promovió la construcción del Hospital del Estudio (actual Rectorado) y más tarde (en 1428) se empezó el edificio de las Escuelas Menores. Las primeras constituciones de la Universidad fueron otorgadas por el Papa Luna. En 1422 fueron sustituidas por las de Martín V.
En las Escuelas Menores se impartían las enseñanzas que daban acceso al título de Bachiller. En las Escuelas Mayores se estudiaba para los grados de licenciado, magíster y doctor, títulos mayores.
Además de en las Escuelas, las enseñanzas se impartían en los Colegios Mayores y Menores o en conventos de las órdenes religiosas. En la España del Siglo de Oro sólo había seis Colegios Mayores: los cuatro de Salamanca: el de San Bartolomé, el de Oviedo, el de Cuenca y el de Santiago, a los que se añadían el de Santa Cruz en Valladolid y el de San Ildefonso en Alcalá. Salamanca contaba además con un sinnúmero de colegios menores y otros centros universitarios de diverso tipo.

### Esplendor

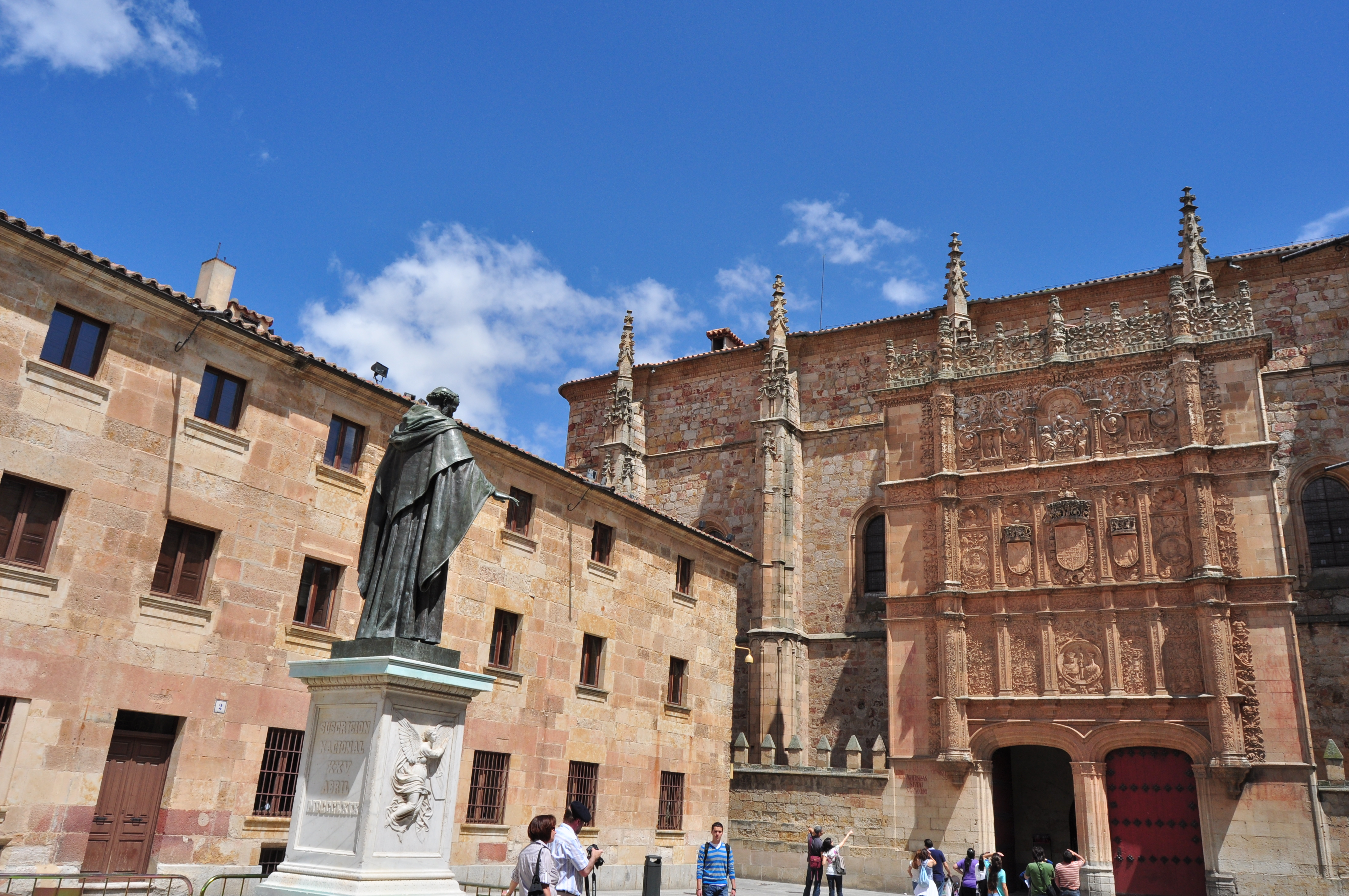
Patio de Escuelas.

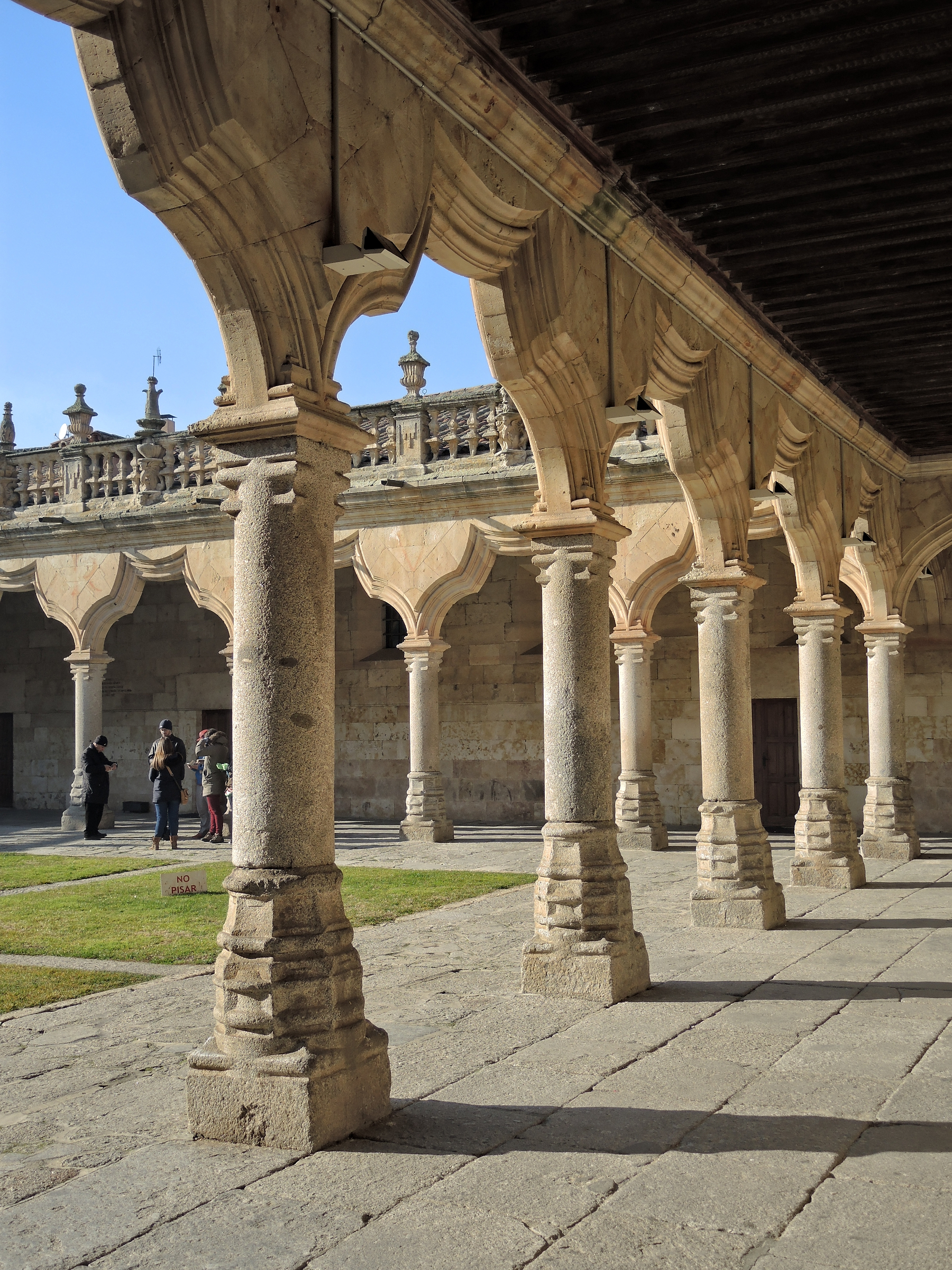
Claustro de las Escuelas Menores.

En el tránsito del siglo XV al XVI, la Universidad de Salamanca se convirtió en el referente nacional. Hasta el siglo XVII fue vista como la universidad más prestigiosa, afamada e influyente de España, por contar con la mayor variedad de enseñanzas, las mejores dotaciones físicas y humanas y el alumnado más internacional. El auge de la Universidad se debió en buena medida a la conquista de América por parte de España y a la construcción del estado centralizado por los Reyes Católicos, lo que requería burócratas, funcionarios y juristas que la Universidad de Salamanca podía ofrecer gracias a su especialización en estudios jurídicos. A finales del siglo XVII, el 65 % del presupuesto destinado a salarios iba a parar a profesores de derecho y teología, mientras que las cátedras de Matemáticas, Astrología y Música eran las peor pagadas. Hacia 1580 llegaban a Salamanca 6500 estudiantes nuevos cada año, y de entre los licenciados se nutría la administración de la monarquía hispánica de funcionarios para el Estado.
A pesar del carácter jurídico de la Universidad, desde finales del siglo XV también se incorporó al movimiento humanista, aunque relativamente ensombrecida en este terreno por la entonces recién creada Universidad de Alcalá. En este periodo convivieron en Salamanca algunos de sus miembros más brillantes en lo que se conoció como la Escuela de Salamanca. Los integrantes de la Escuela renovaron la teología, sentaron las bases del derecho de gentes moderno, del derecho internacional y de la ciencia económica moderna y participaron activamente en el Concilio de Trento. Matemáticos de esta Escuela estudiaron la reforma del calendario, por encargo del papa Gregorio XIII, y propusieron la solución que se implantó posteriormente. También tuvo Salamanca en esa época las que probablemente fueron las primeras alumnas universitarias del mundo: Beatriz Galindo y Luisa de Medrano. Medrano fue la primera mujer que dio clases en una Universidad.
El claustro de la Universidad discutió sobre la viabilidad del proyecto de Cristóbal Colón y las consecuencias que traían sus afirmaciones. Una vez descubierta América, se discutió sobre el derecho de los indígenas a ser reconocidos con plenitud de derechos, algo revolucionario para la época.
En el siglo XVII, el carácter humanístico fue abandonado y se produjo una relativa decadencia. Como un título por Salamanca o haber sido colegial era llave para obtener cargos importantes en la administración, los hijos de la nobleza fueron tomando el dominio de los colegios mayores, que dejaron de servir su función original: enseñar a jóvenes pobres pero capaces. Pudieron tomar el poder porque los colegios funcionaban como una institución democrática en la que los colegiales decidían colegiadamente todos los aspectos del gobierno, incluyendo la admisión de nuevos miembros. En cuanto formaron un grupo suficientemente numeroso, cerraron la admisión de aquellos ajenos a la nobleza, entre otras cosas exigiendo pruebas de limpieza de sangre, que solamente podían aportar los nobles, que disponían de archivos ordenados.

### Reforma
En el siglo XVIII, especialmente durante el reinado de Carlos III, se llevaron a cabo reformas que hicieron que la Universidad de Salamanca constituyera uno de los principales focos de la Ilustración española. Se daría todo el apoyo al desarrollo de la Medicina, la Física, las Matemáticas y las letras clásicas. En torno a Ramón de Salas y Cortés —profesor de Filosofía Moral y Jurídica— y al poeta Meléndez Valdés se congregaron personajes notables como el matemático y filósofo Miguel Martel, el bibliotecario de la universidad, traductor, sistematizador y difusor del pensamiento de Jeremy Bentham, Toribio Núñez Sessé, el matemático Juan Justo García o los poetas y políticos Juan Nicasio Gallego y Manuel José Quintana. Muchos de los estudiantes, profesores e intelectuales vinculados a este círculo ilustrado desempeñaron, como por ejemplo Diego Muñoz-Torrero, un papel fundamental en las Cortes de Cádiz, la elaboración de la Constitución de 1812, el desarrollo del liberalismo y el pensamiento progresista en España y la introducción de las entonces incipientes ciencias sociales. No fueron ajenos a este renacer los prelados de Salamanca, como Bertrán o Tavira (este, además catedrático de la Universidad), ambos de ideas ilustradas. Por Real Decreto del 12 de julio de 1807 se aprobaría el plan de estudios de Caballero para todas las universidades del reino, siguiendo las pautas trazadas por el de la Universidad de Salamanca, que ya apuntaba hacia un nuevo tipo de universidad, más centrado en las ciencias naturales y sociales, y menos en el derecho canónico y la teología; sin embargo el plan no se pudo implantar, debido a la invasión francesa primero, y después a la política absolutista y ultraconservadora de Fernando VII de España que eliminó los avances establecidos durante el breve trienio liberal de 1820 a 1823, y condujo a la frustración de este renovador y prolongado movimiento intelectual.

### Declive

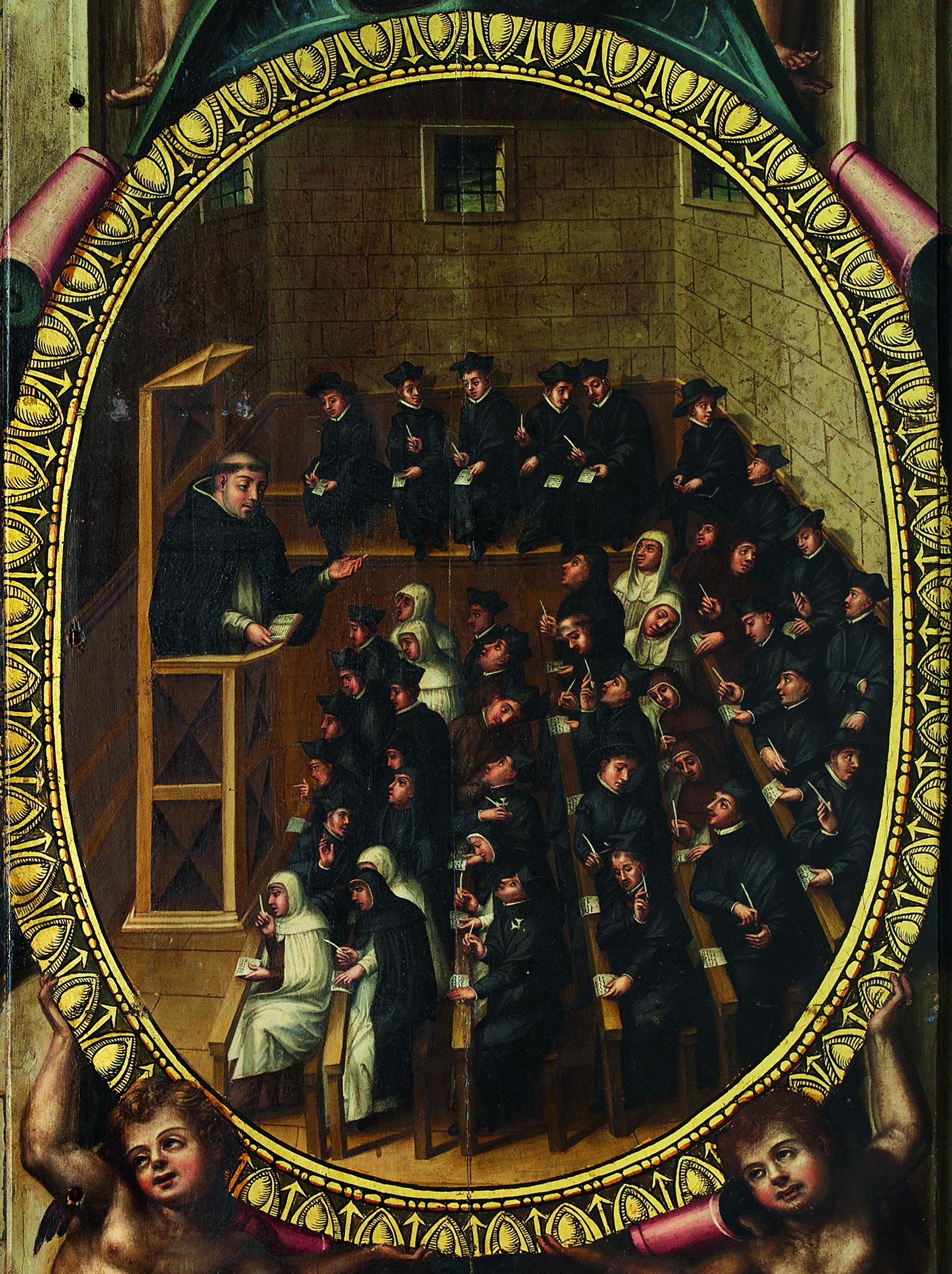
Lección de Teología en la Universidad de Salamanca, con alumnos de diversas órdenes religiosas. Puertas del armario del depósito de manuscritos de la Biblioteca Universitaria. Martín de Cervera, 1614.

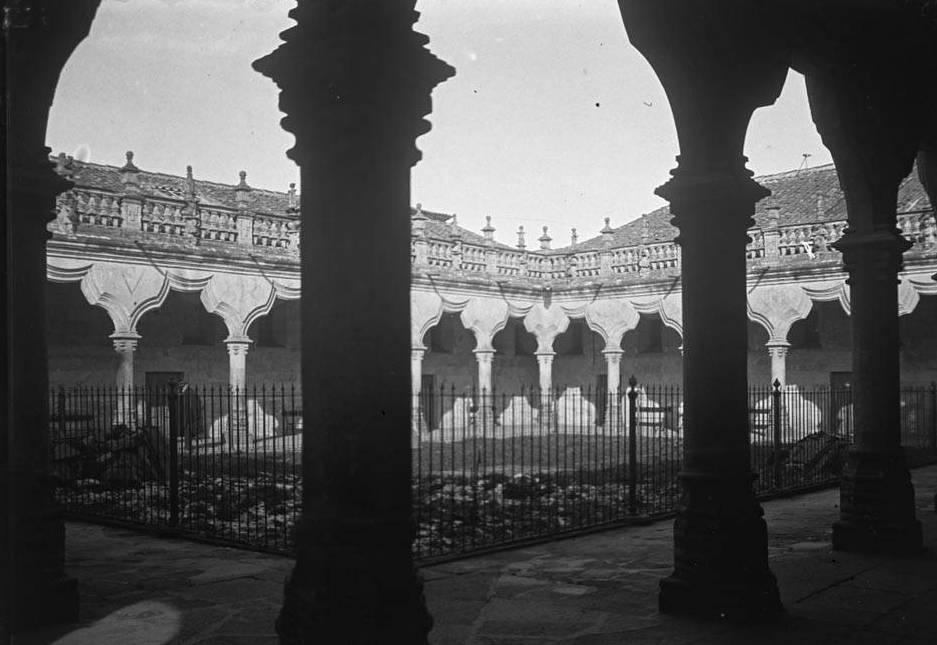
Detalle del claustro de las Escuelas Menores, fotografía probablemente de finales del siglo.

Durante la invasión francesa (1808–1813) muchos de los edificios de los Colegios salmantinos resultaron destruidos en el transcurso de una fase de la llamada "Batalla de Salamanca" por parte de los historiadores ingleses, al sur de la ciudad, actual calle Ancha, donde las tropas británicas tomaron al asalto esta parte de la ciudad que albergaba tres posiciones fortificadas francesas, con gran destrucción al estallar un polvorín en el convento de San Vicente, una de las tres fortificaciones. Lo que quedaba de sus bibliotecas (parte de ellas había sido trasladada al Palacio Real al ser cerrados los Colegios en 1780) fue expoliado. Esos libros se recuperaron entre el equipaje del rey José tras la batalla de Vitoria (1813). Una parte fue regalada por Fernando VII a Lord Wellington como agradecimiento, y otra pasó a formar parte de la Biblioteca del Palacio Real. Parte de estos últimos fue recuperada para la Biblioteca de la Universidad en 1954.
En 1852 la Universidad perdió la condición de universidad pontificia, al aprobarse la real orden de 21 de mayo que suprimió sus dos facultades eclesiásticas (Teología y Derecho Canónico).
Tras el Plan Pidal de 1845, la universidad pierde la facultad de expedir títulos de doctor, que se reserva en exclusiva para la Universidad Central de Madrid. En ese momento, Salamanca dejó de jugar el papel de universidad modelo, que pasaría a la Central. Perdió dos facultades (Medicina y Ciencias), quedando reducida a otras dos: Derecho y Filosofía y Letras. La Diputación Provincial y el Ayuntamiento de la ciudad financiaron la continuidad de Medicina y Ciencias, como facultades libres, instalándose Medicina en el edificio del Colegio del Arzobispo y el llamado Colegio Libre de Ciencias, en el edificio de las Escuelas Menores, hasta que, tras los esfuerzos de los rectores Esperabé y Unamuno, en 1904, vuelven a ser reconocidas como facultades estatales.

### Recuperación
Desde 1951, el ministro de Educación Nacional Joaquín Ruiz-Giménez intentó reducir en cierta medida el grado de control político ejercido por el Gobierno sobre las universidades, abrir la universidad española a Europa y otorgar cierta autonomía a los centros. La Universidad de Salamanca, por su significación histórica, era un buen modelo para iniciar el proceso, por lo que el Gobierno apoyó decididamente los preparativos para la celebración del VII centenario de la Universidad en el curso académico 1953-1954, acto que debía servir de escaparate de las nuevas políticas. La Universidad aprovechó la efemérides para manifestar su objetivo de recuperar el lugar privilegiado que había ocupado anteriormente en el panorama universitario español, abandonando el papel de universidad de provincias al que había sido relegada por la política centralista liberal del siglo XIX. Las celebraciones del centenario lograron recuperar la imagen de la Universidad gracias al homenaje recibido por las más de 70 universidades de todo el mundo asistentes al evento y el reconocimiento de la Universidad de Salamanca como alma mater de las universidades hispanoamericanas. En los actos celebrados en el mes de octubre de 1953, el rector de la Universidad, Antonio Tovar, hizo público el acuerdo alcanzado en 1948 para otorgar el doctorado honoris causa a Francisco Franco, movimiento con el que se pretendía obtener concesiones del dictador. Los actos del centenario tuvieron prontas repercusiones: el 6 de noviembre de ese mismo año el Consejo de Ministros devolvió a la Universidad de Salamanca la potestad de otorgar el título de doctor (Decreto de
6/11/1953); en mayo de 1954 se devolvieron a Salamanca un millar de manuscritos de las bibliotecas de los antiguos Colegios Mayores que habían permanecido en Madrid desde tiempos de Carlos IV, y en 1955 se planteó la concesión a la Universidad de un régimen especial con cierta capacidad de decisión y autonomía que posteriormente podría ampliarse a otras universidades en función de los resultados observados en Salamanca. No obstante, este proceso de relanzamiento de la Universidad de Salamanca se truncó en 1956 con la dimisión del ministro Ruiz-Giménez, que fue incapaz de convencer del proceso de apertura y reforma a los sectores más conservadores del régimen franquista.

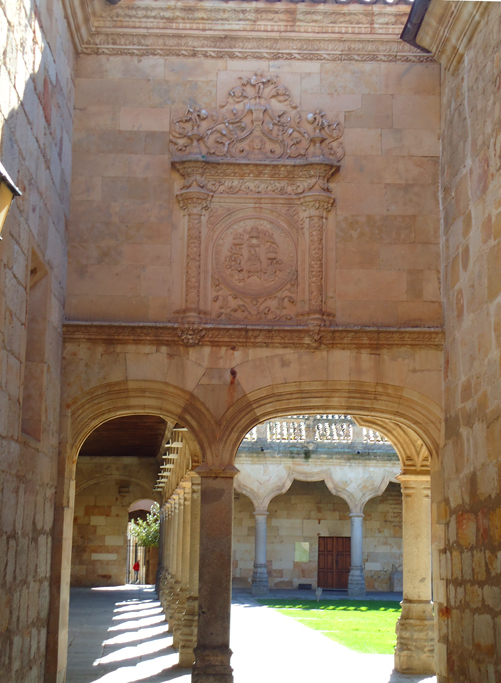
Entrada a las Escuelas Menores.

A pesar de todo, en esta época se dio un renacimiento de la Universidad con un grupo de profesores notables, entre los que se cuentan el rector Antonio Tovar, el exrector Ramos Loscertales y los profesores Guillermo Arce, Miguel Artola, Norberto Cuesta, García Blanco, Maluquer, Ruiz-Giménez, Granjel, Tierno Galván, Zamora Vicente y muchos otros.
Desde el fin del proceso aperturista en 1956 hasta comienzos de la década de 1960, el número de alumnos de la Universidad de Salamanca se mantuvo relativamente constante, entre 3000 y 4000 alumnos. A partir del curso 1962-1963 se produjo un crecimiento constante del número de matriculados, duplicándose en el plazo de diez años hasta alcanzar los 7727 estudiantes en el curso 1972-1973. El incremento del número de estudiantes no se produjo de manera homogénea en todas las facultades que conformaban la Universidad, lo que derivó en una modificación del peso de cada una de ellas sobre el total del cuerpo estudiantil. Hasta 1965, el grueso de los estudiantes se concentraba en las facultades de Derecho y Medicina. A partir de ese año, la Facultad de Derecho fue perdiendo peso en favor de la Facultad de Filosofía y Letras, mientras que la Facultad de Medicina mantuvo su posición predominante. Las principales razones de esta redistribución del cuerpo estudiantil entre facultades fueron el incremento de la población estudiantil femenina, que mostraba una mayor preferencia por las enseñanzas de la Facultad de Filosofía y Letras, y el aumento del número de estudiantes extranjeros, fundamentalmente iberoamericanos, que demandaban principalmente estudios en Medicina.
Desde 1955 hasta 1970, la Universidad de Salamanca aumentó su proyección internacional, solo equiparable a las de la Universidad Central de Madrid y la Universidad de Barcelona, también universidades de referencia en la época. Entre 1955 y 1965, la matrícula de alumnos extranjeros se triplicó, registrándose posteriormente un ligero descenso hasta 1970. En conjunto, el número de estudiantes extranjeros se duplicó al pasar de 371 estudiantes en 1955 a 773 en 1970. Una media del 80,5 % de los estudiantes extranjeros procedían de Iberoamérica y demandaban principalmente estudios en Medicina (el 78,3 % de los alumnos extranjeros acudían a esta facultad). El auge de la Facultad de Medicina se debió en gran medida al logro de un cierto prestigio a nivel nacional gracias a la creación de nuevos centros y escuelas profesionales como el Instituto de Investigaciones Clínicas, la Escuela Profesional de Oftalmología y la Escuela Profesional de Obstetricia y Ginecología, y a la necesidad de profesionales y especialistas en este campo en Iberoamérica. El 11,4 % de los alumnos extranjeros acudían a la Facultad de Filosofía y Letras, fundamentalmente al Curso Superior de Filología Hispánica puesto en marcha en 1950 y que dio comienzo a la tradición de enseñanza del español en Salamanca que perdura hasta la actualidad. Estos alumnos procedían en su mayor parte de Europa (principalmente Reino Unido) y Estados Unidos.
Al margen de las enseñanzas conducentes a títulos oficiales impartidas en las facultades, el principal motor de atracción de estudiantes extranjeros fue el Curso de Verano para Extranjeros organizado por la Facultad de Filosofía y Letras desde 1964, con un plan de estudios similar al del Curso Superior de Filología Hispánica que incluía estudios en lengua, literatura, historia, geografía, arte y pensamiento de España. El curso fue muy bien acogido y el número de estudiantes aumentó año tras año: la matrícula aumentó desde los 112 estudiantes en 1964 hasta los 1897 de 1971. Este último dato suponía una cifra igual al 30 % de los estudiantes matriculados en estudios oficiales ese mismo año. Los estudiantes del Curso de Verano para Extranjeros provenían principalmente de Estados Unidos (entre el 30 % y el 50 %) y Francia (alrededor del 30 %).

## Información académica

### Organización
Actualmente la Universidad de Salamanca está constituida por diecisiete facultades: Bellas Artes, Biología, Ciencias, Ciencias Agrarias y Ambientales, Ciencias Químicas, Ciencias Sociales, Derecho, Economía y Empresa, Educación, Enfermería y Fisioterapia, Farmacia, Filología, Filosofía, Geografía e Historia, Medicina, Psicología y Traducción y Documentación.
Además, en los campus que la Universidad de Salamanca tiene en otras ciudades, se encuentran la Escuela Politécnica Superior de Ávila, la Escuela Politécnica Superior de Zamora, la Escuela Técnica Superior de Ingeniería Industrial de Béjar, la Facultad de Educación y Turismo de Ávila y la Escuela Universitaria de Magisterio de Zamora (véanse Campus de Ávila y Campus de Zamora).
La Universidad de Salamanca cuenta asimismo con varios centros de investigación:
- Centro de Documentación Europea
- Centro de Investigación del Cáncer
- Centro Tecnológico de Diseño Cultural y de Desarrollo de las Comunicaciones
- Centro Hispano-Luso de Investigaciones Agrarias (CIALE)
- Centro de Investigación y Desarrollo Tecnológico del Agua
- Centro de Investigaciones Lingüísticas (CILUS)
- Centro Tecnológico Multimedia
- Centro de Investigación en Ciencias del Comportamiento (CICCO)
- Centro de Investigación de Enfermedades Tropicales (CIETUS)
- Centro Cultural Hispano-Japonés
- Centro de Historia Universitaria Alfonso IX
- Centro de Estudios Brasileños
- Centro Cultural de la Universidad de Salamanca en Colombia
- Centro Cultural de la Universidad de Salamanca en Argentina
- Centro de Estudios de la mujer
- Centro de Estudios Ibéricos
- Instituto Universitario de Integración en la Comunidad INICO
- Instituto de Biología Funcional y Genómica
- Instituto Universitario de Iberoamérica
- Instituto de Neurociencias Castilla y León

### Programa de grado
En el curso 2012-2013 la Universidad de Salamanca ofertaba 74 títulos de grado en diversas ramas de conocimiento. El catálogo de enseñanzas en filologías es uno de los más completos de España, contando con estudios en inglés, francés, alemán, español, portugués, italiano, árabe, hebreo, latín, griego antiguo y Asia oriental. La clasificación universitaria elaborada por el diario El Mundo y el QS World University Ranking la consideran la mejor universidad española en los estudios de filología hispánica e inglesa.

### Programa de posgrado
En el curso 2012-2013, la Universidad de Salamanca ofertaba 102 títulos de posgrado, de los que 66 correspondían a másteres y 36 a programas de doctorado. El programa de estudios de máster está bastante diversificado, aunque con cierto énfasis en las ciencias sociales: el 19 % de los títulos son en humanidades, el 44 % en ciencias sociales, el 19 % en ciencias naturales experimentales, el 6 % en ciencias de la salud y el 13 % en enseñanzas técnicas. El programa de estudios de doctorado de la universidad presenta una estructura algo más diversa que la de máster, con un menor peso de la ingeniería: el 22 % de los títulos corresponden a estudios en humanidades, el 33 % a ciencias sociales, el 25 % a ciencias naturales experimentales y el 14 % a ciencias de la salud. Los estudios de doctorado referidos a enseñanzas técnicas suponen un 6 % del total.

### Colaboraciones
A través del Parque Científico de Salamanca, propiedad de la Universidad, se articulan mecanismos de cooperación entre la Universidad, las empresas y las administraciones públicas, con el objetivo de promover la investigación aplicada y la innovación tecnológica e industrial. En el Parque Científico de Salamanca colaboran con la Universidad empresas dedicadas principalmente a la biotecnología, consultoría, servicios profesionales, telecomunicaciones, investigación tecnológica, ingeniería e informática.
En 1986 la Universidad de Salamanca recibió, junto con la Universidad de Coímbra, el Premio Príncipe de Asturias de Cooperación Internacional.

### Clasificaciones universitarias

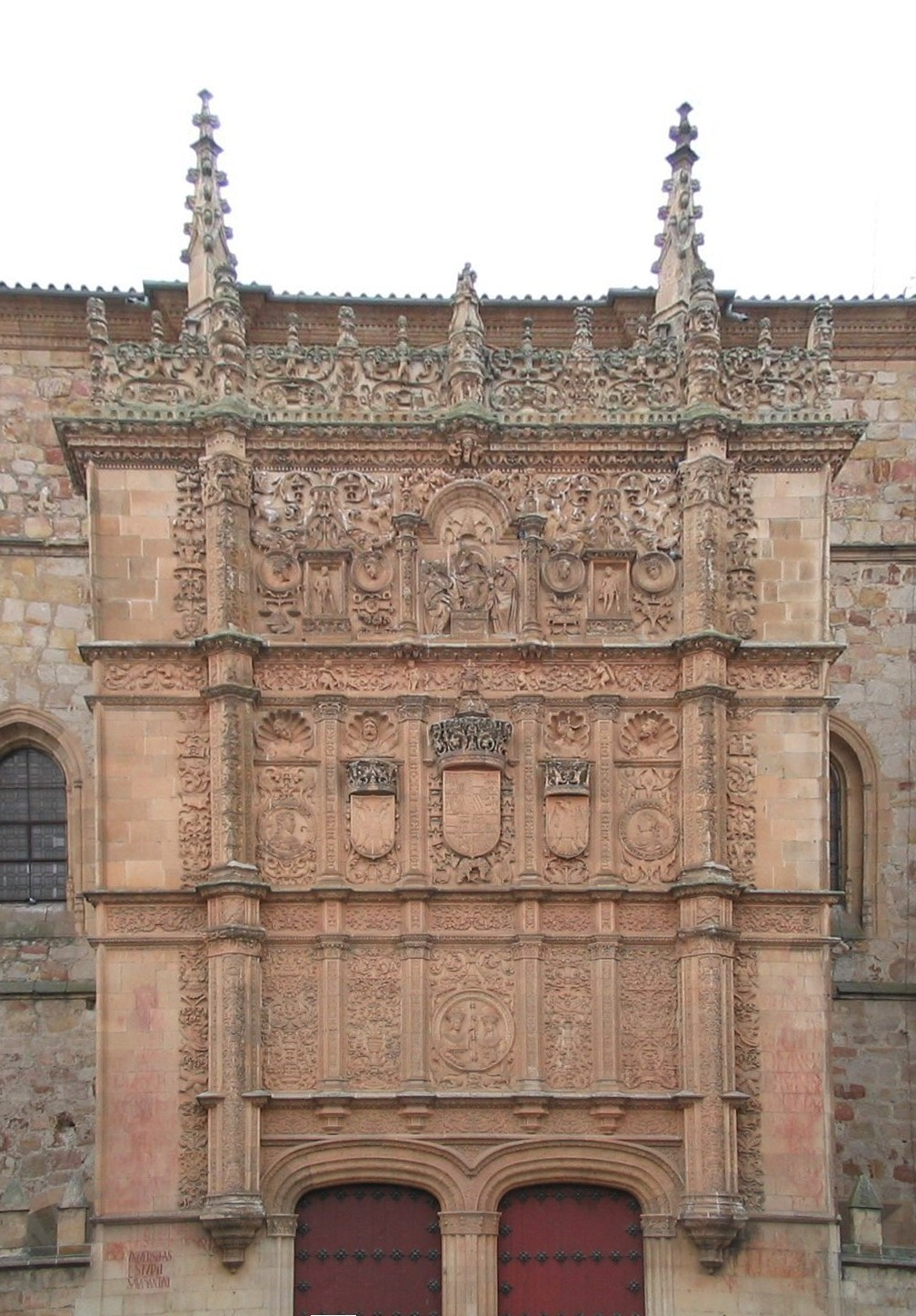
"Fachada Rica" de las Escuelas Mayores.

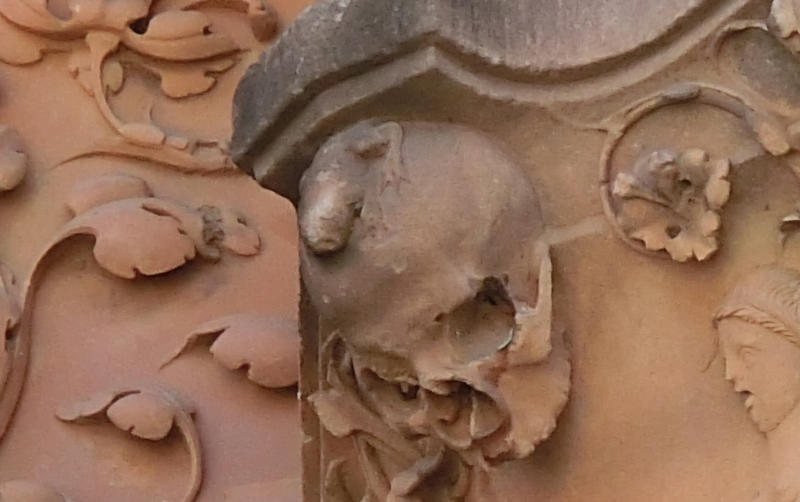
Rana de la fachada.

La Universidad de Salamanca es la mejor universidad pública española en docencia según la clasificación elaborada por el Instituto de Análisis Financiero e Industrial de la Universidad Complutense de Madrid, ocupando el sexto puesto en la clasificación general. Diversas clasificaciones académicas la consideran una de las mejores universidades españolas en el estudio de lenguas modernas, en especial filología inglesa e hispánica, y en biotecnología y ciencias ambientales. El QS World University Ranking, el Ranking Mundial de Universidades en la Web del CSIC y la clasificación nacional elaborada anualmente por el diario El Mundo la sitúan entre las quince mejores universidades de España.

## Instalaciones

### Edificios históricos
Los edificios históricos de la Universidad de Salamanca se construyeron en los siglos XV y XVI y son tres: el Edificio de Escuelas Mayores, el Edificio de Escuelas Menores y el Hospital del Estudio. Los tres edificios se encuentran en la plaza llamada Patio de Escuelas, en el centro de Salamanca.

#### Edificio de Escuelas Mayores

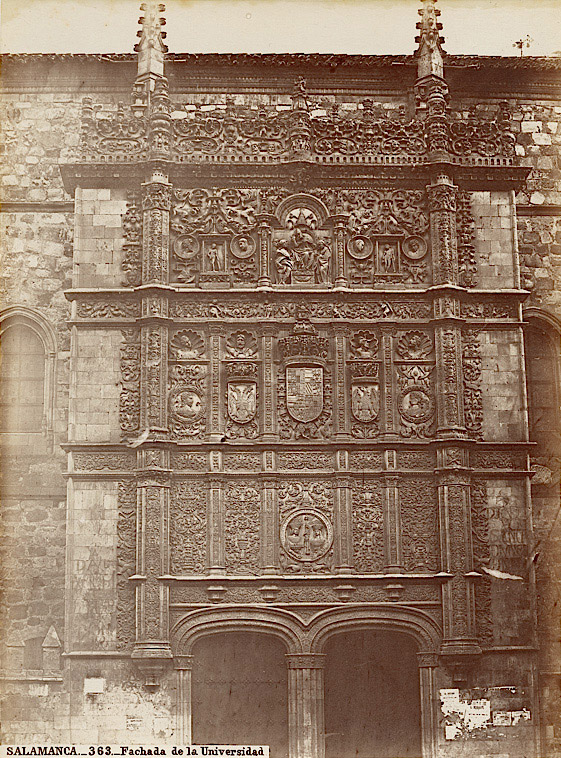
Fachada de la universidad, Salamanca, por Juan Laurent, 1878, Department of Image Collections, National Gallery of Art Library, Washington D. C.

El edificio más emblemático de la Universidad es el conocido como Escuelas Mayores, que se comenzó a construir en 1411. La fachada, ya del siglo XVI, su elemento más conocido, está dividida en tres cuerpos. El primero contiene el medallón de los Reyes Católicos que empuñan el mismo cetro, y sobre sus cabezas el yugo de Fernando y las flechas de Isabel. El segundo cuerpo contiene en el centro el escudo de Carlos V, rematado con un globo y una cruz sobre una espectacular corona; a la derecha el águila de San Juan y de los Reyes Católicos, a la izquierda el águila bicéfala del Imperio. En el tercer cuerpo hay una capillita que se dice está dedicada al Papa Benedicto XIII exhortando a los clérigos (no es muy probable, y muy poco correcto, que en el siglo XVI todavía se glorificara al cismático papa Luna; lo más seguro es que se trate de Martín V, que confirmó las mercedes que, a la Universidad, había concedido el antipapa Luna). Su construcción fue realizada entre circa 1512 y 1533 y su autor —o al menos el principal—, según un estudio publicado por la profesora Alicia M. Canto en 2014, fue Juan de Talavera. Habría sido financiada por la reina Juana I de Castilla, que aparecería representada en el segundo cuerpo, afrontada a su hijo Carlos I de España. En el año 2018, al cumplirse 800 años de la fundación de la universidad, la Fábrica Nacional de Moneda y Timbre dedicó una moneda conmemorativa a la fachada principal de este edificio.

#### Edificio de Escuelas Menores
El Edificio de Escuelas Menores es el que se utilizaba como lugar de docencia de las enseñanzas conducentes al título de bachiller. Actualmente alberga diversas dependencias de la Universidad.

#### Hospital del Estudio
El Hospital del Estudio, construido en 1413, se utilizaba como hospedería para ofrecer servicio de alojamiento a estudiantes con pocos recursos económicos. Luego fue propiamente un hospital (en el sentido moderno del término) donde se impartían las clases de medicina. En la actualidad es la sede del rectorado de la Universidad de Salamanca.

### Bibliotecas

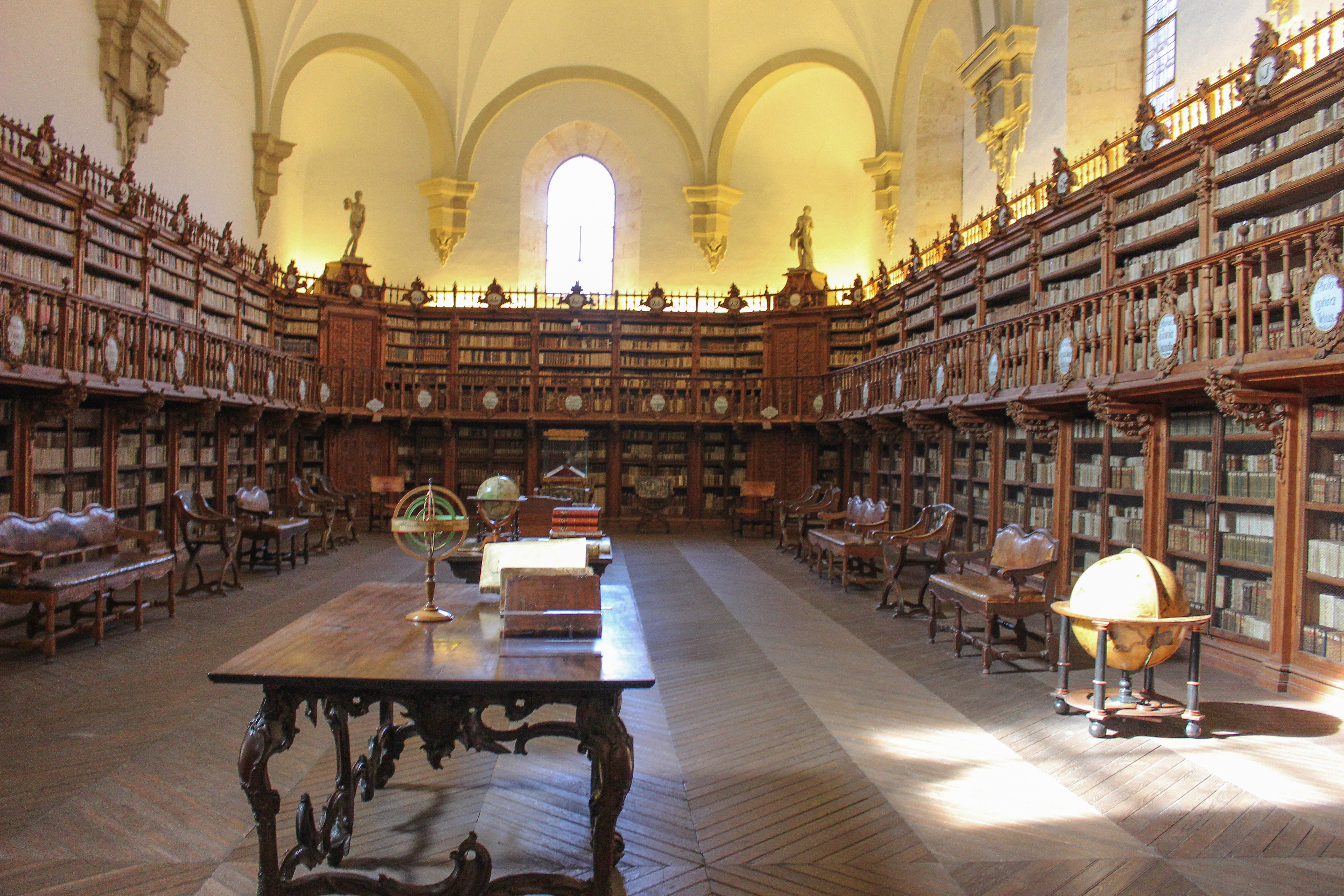
Biblioteca antigua.

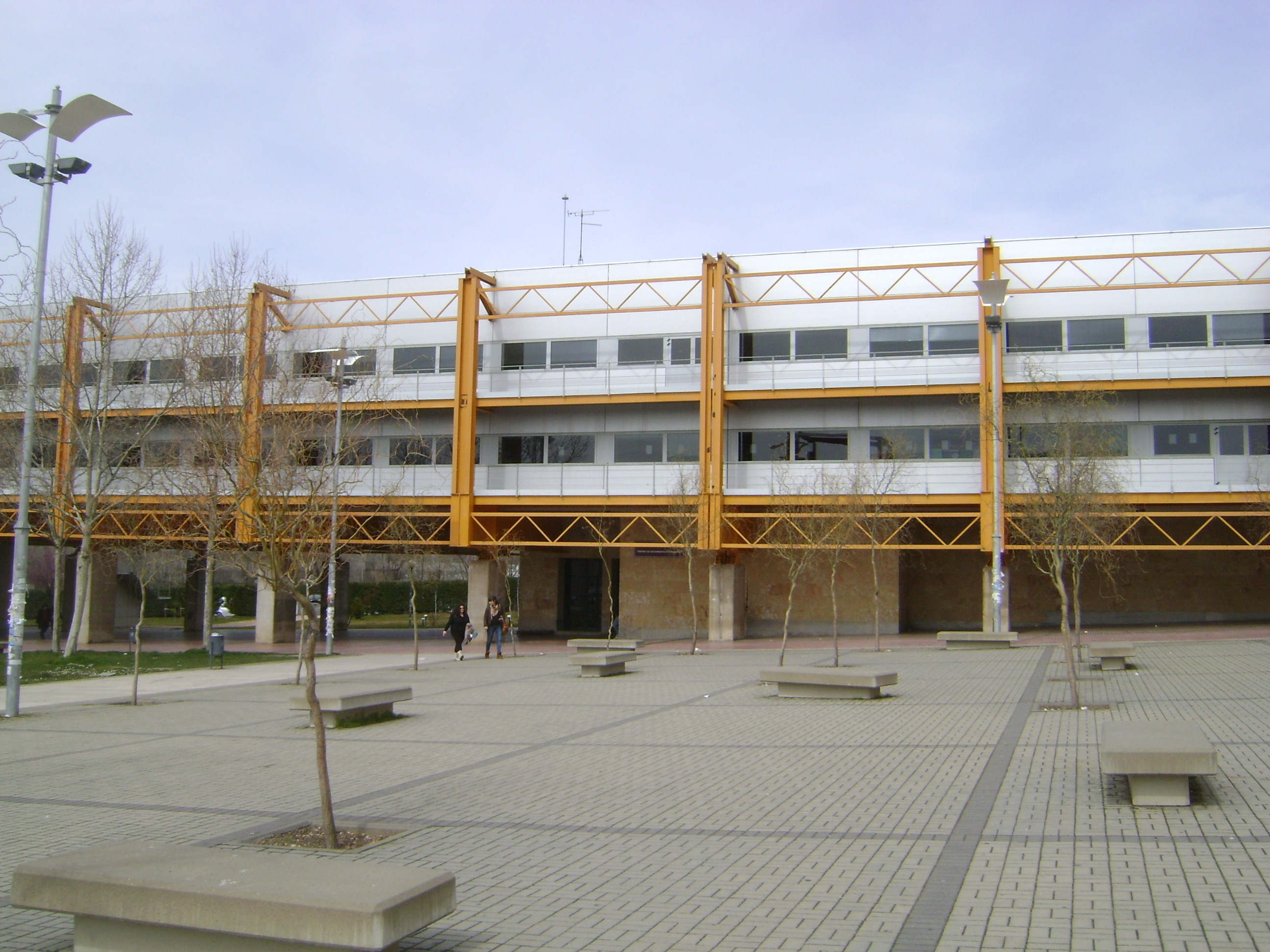
Biblioteca Francisco de Vitoria.

La Biblioteca de la Universidad de Salamanca es un sistema bibliotecario formado por 22 bibliotecas. Cuenta con un fondo bibliográfico de 1 047 284 volúmenes, lo que la convierte en una de las bibliotecas universitarias más grandes de España. También es la cuarta biblioteca universitaria española en número de puestos de lectura, con 5379 puestos.

### Investigación
La Universidad de Salamanca cuenta con 573 laboratorios. La Facultad de Ciencias dispone de un observatorio astronómico.

### Museos
La Universidad de Salamanca posee tres museos: el Museo de la Universidad de Salamanca, la Casa Museo Unamuno y el Centro Museo Pedagógico.

### Alojamiento
La Universidad de Salamanca tiene tres colegios mayores y cuatro residencias universitarias con 1137 plazas para estudiantes, lo que la convierte en una de las universidades con mayor oferta para el alojamiento de estudiantes de España.

## Tradiciones y cultura
La Universidad de Salamanca, concebida según las Siete Partidas de Alfonso X El Sabio como «ayuntamiento de maestros y alumnos», se organizó, conforme al espíritu medieval, a modo de corporación autogestionada, independiente de la ciudad y del cabildo catedralicio, participativa y celosa de sus privilegios. Disponía de sus propias reglas y hasta de sus propias instituciones penales. El rector, cuyo mandato duraba un año, podía ser (hasta finales del siglo XVIII) un estudiante elegido por los miembros de la corporación, si bien la concesión de los grados académicos correspondía a autoridades como el maestrescuela o el canciller. Las cátedras se asignaban por cooptación, mediante oposiciones públicas acompañadas a veces de asambleas tumultuarias no exentas de aplausos, abucheos y reyertas, como las descritas por Diego de Torres Villarroel.

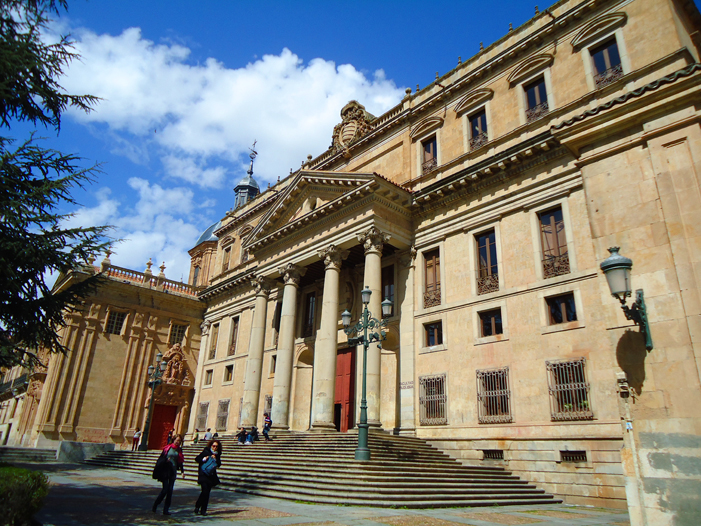
El Palacio de Anaya, actualmente Facultad de Filología.

Los ingresos de la Universidad provenían en gran parte de las rentas de la diócesis (concretamente un tercio del diezmo eclesiástico), por lo que los obispos ambiciosos duraban poco en ella pidiendo el traslado a diócesis con mejores rentas. Ello llevó a que muchos de los obispos de Salamanca fueran gente muy preparada intelectualmente e interesados en la Universidad, siendo a menudo, además, catedráticos y hasta rectores de la misma.
Los estudiantes acudían a las clases con un traje talar y un birrete (uniforme procedente de los antecedentes como escuela diocesana). Cuando obtenían la licenciatura se ponían un borlón encima del birrete, del color de la facultad en la que habían obtenido el título (azul para ciencias, encarnado para leyes, amarillo para medicina...). Si se licenciaban por más de una facultad, en el borlón se mezclaban los colores correspondientes. Al doctorarse añadían al birrete unos flecos del color de la facultad donde se doctoraban. Los profesores llevaban además la muceta, especie de capilla corta, también de color. Este atuendo ha sido copiado actualmente por el resto de las Universidades de España, aunque sin demasiado rigor en cuanto al sentido de cada uno de los símbolos y de los colores.

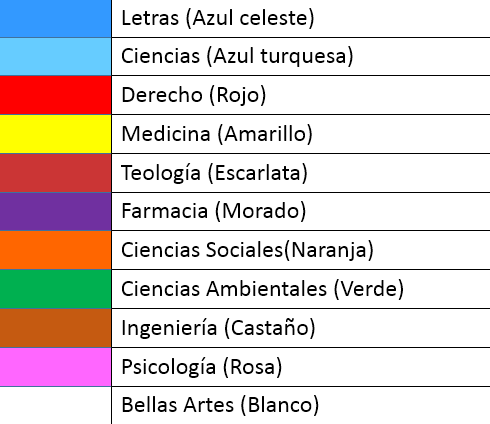
Colores de la profesión según la tradición de la universidad.

Los colores eran: azul celeste para Letras, azul turquí para Ciencias, rojo para Derecho (incluyendo actualmente Ciencia Política y Administración Pública), amarillo para Medicina y púrpura escarlata para Teología. Posteriormente se han añadido: morado para Farmacia, naranja para Ciencias Sociales y Económicas, verde para Ciencias Ambientales, castaño para Ingeniería, rosa para Psicología y blanco para Bellas Artes). Los Estatutos de la Universidad de Salamanca estipulan que el traje académico de la Universidad "será el tradicional"; con ello se alude a la túnica y capa características anteriores a la homogeneización de los trajes académicos españoles con la adopción de la toga jurídica. No obstante, se permite el uso de esta última, que es la que se emplea generalmente. El traje académico de los doctores se completa bien con la medalla simplemente doctoral, bien con la profesoral, los guantes blancos y la pajarita blanca. Se admite que, en las puñetas, la toga incorpore vivos del color de la Facultad, si bien ello no forma parte de la tradición salmanticense.

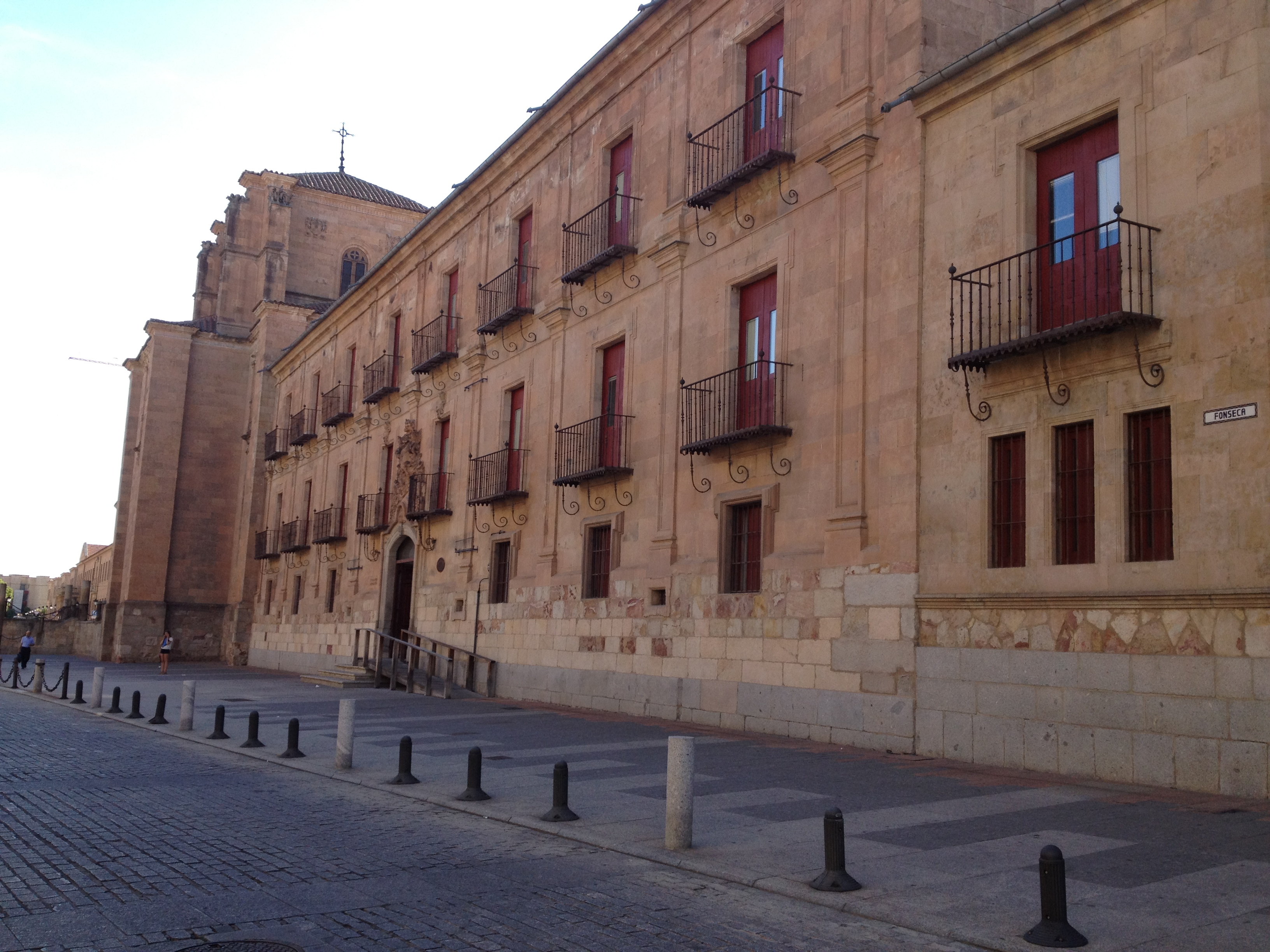
Colegio Mayor de Santiago.

Desde el siglo XVII, muy pocos estudiantes optaban al título de doctor a causa de los costes que acarreaba la celebración, conformándose con el grado de bachiller, licenciado o maestro. En Salamanca, el doctorando velaba los libros durante una noche en la capilla de Santa Bárbara del claustro de la catedral vieja, preparando su defensa. A la mañana siguiente entraba el tribunal, así como cualquier otro doctor que quisiera intervenir, y se sentaba en los bancos de alrededor. Las discusiones eran enconadas, pues se trataba de poner en aprietos al doctorando.
Obtenido el doctorado, empezaba la celebración, que desde el siglo XVII podía ser costosísima (que en algunas épocas venía obligado a invitar al claustro a un pantagruélico banquete y a patrocinar festejos públicos que a veces incluían corridas de toros). Tradicionalmente el doctorando regalaba unos pastelillos especiales a los miembros del tribunal y sus compañeros pintaban un vítor, como el de la figura, con el nombre del doctor (en las pintadas modernas se acompaña, a veces de un breve texto), en cualquier fachada en la que encontrasen un hueco (del mismo modo que ahora se pintan los grafiti), que a veces tenían tamaños de 2 o más metros de altura. Cuando el doctorado era de ciencias, el pigmento utilizado era sangre de toro, cuando era de letras, pigmentos vegetales, pero siempre de color encarnado.
Durante la dictadura de Franco este símbolo fue utilizado políticamente, pues desde el Plan Pidal de 1845, hasta 1953, la única Universidad que expedía títulos de doctor era la Central (la de Madrid) y, por lo tanto, al llegar la guerra civil llevaba más de 90 años en desuso. A partir de 1954 volvió a utilizarse para los doctores, aunque de tamaño reducido y en sitios muy delimitados.

### Investidura doctoral

Uno de los muchos modelos del vítor del doctorado, que se pueden apreciar en las fachadas de Salamanca.

En la actualidad, una de las ceremonias más llamativas es la investidura de nuevos doctores que tiene lugar en la festividad de Santo Tomás de Aquino. En ella, como cuando tienen lugar otros actos académicos solemnes, se forma un vistoso cortejo de profesores y autoridades universitarias que entran en el Paraninfo tras un breve recorrido por el claustro de las Escuelas Mayores. El cortejo va precedido de maceros y chirimías con los profesores de las diferentes facultades alineados en dos filas y vestidos con el traje académico. Este traje académico revelaba, a primera vista, el historial académico del portador. Actualmente está compuesto, desde la homogeneización del XIX, de toga negra con puñetas, de muceta del color de las respectivas Facultades y birrete con un borlón del color de la facultad donde había obtenido la licenciatura y flecos del color de la facultad donde se le doctora; si tienen más de una licenciatura, los colores se mezclan en el borlón y lo mismo pasa con los que tienen más de un doctorado, incluso los doctorados honoris causa, que se mezclan los colores en los flecos; la muceta es del color de la facultad donde profesan. El atuendo del Rector que, con su vara simbólica de autoridad, cierra el cortejo, es completamente negro. En épocas pasadas, los estudiantes, que no tenían título, llevaban túnica sin muceta y el birrete sin borlón ni flecos; los licenciados, no doctores, llevaban el borlón pero no flecos en el birrete.
Se sigue un riguroso orden en el cortejo: primero las Escuelas Universitarias, después las Facultades; las Facultades de fundación más reciente preceden a las más antiguas. Así, Ciencias Ambientales y Traducción, tras las Escuelas Universitarias, son las primeras en el cortejo. Las siguen Ciencias Sociales, Economía y Empresa, Bellas Artes, Psicología, Farmacia, Medicina, Derecho, las Facultades de Ciencias y las Facultades de Letras, que anteceden a los Vicerrectores y Rector.
Todas las ceremonias Universitarias son presididas por el Rector, que no ha de ceder la presidencia a nadie, excepto al Rey de España. Se dice que los doctores del estudio salmanticense tenían el privilegio de permanecer sentados y cubiertos en presencia del Rey, como los Grandes de España.

## Comunidad

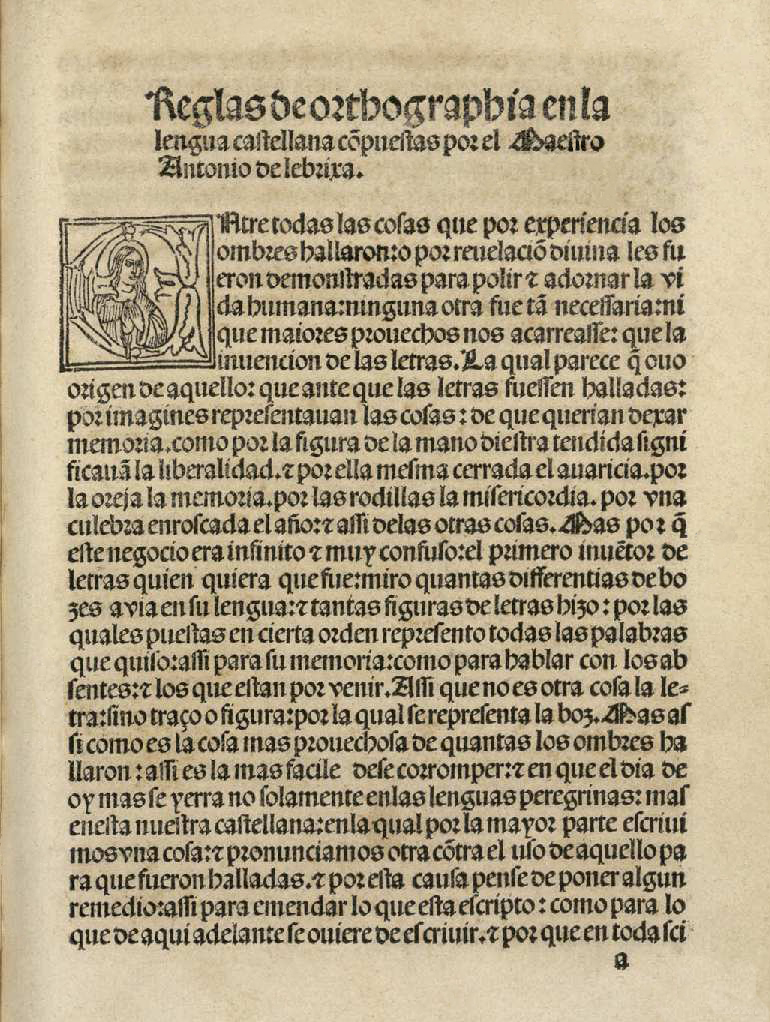
Antonio de Nebrija, célebre alumno de la Universidad, publicó en la ciudad el primer libro de ortografía de la lengua castellana (1517).

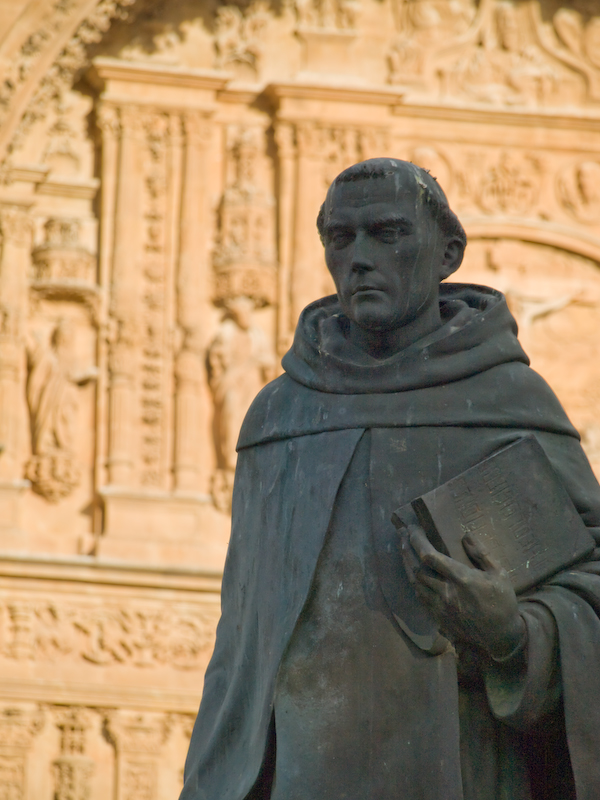
Estatua de Francisco de Vitoria frente al convento de San Esteban. Fue el promotor de la Escuela de Salamanca, que supuso el renacimiento del pensamiento en diversas áreas que llevó a cabo un importante grupo de profesores universitarios españoles y portugueses, pero especialmente los teólogos, a raíz de la labor intelectual y pedagógica de Francisco de Vitoria.

### Estudiantes
En el curso 2012-2013, la Universidad de Salamanca contaba con 31 611 estudiantes, de los que 25 831 eran alumnos de pregrado y 5780 de posgrado. El alumnado de la Universidad es uno de los más internacionales de España. El 4,75 % de los alumnos son estudiantes europeos participantes en el programa Erasmus, el porcentaje más elevado de las universidades públicas españolas. Atendiendo al total de alumnos extranjeros, la Universidad de Salamanca es la quinta universidad española con mayor porcentaje de alumnos extranjeros. En los estudios de posgrado, el carácter internacional del cuerpo estudiantil es aún más acusado: el alumnado de estudios de máster es el más internacionalizado de España, con un 47 % de estudiantes extranjeros, y el alumnado de estudios de doctorado se encuentra entre los tres más internacionales del país, con un 49 % de estudiantes provenientes de fuera de España.

### Profesores
En el curso 2012-2013, la Universidad de Salamanca contaba con 2487 profesores. El 10,4 % eran catedráticos y el 29,4 % eran profesores titulares. Un 27,1 % del total eran profesores asociados.

### Alumni USAL
La Universidad cuenta con una asociación de antiguos alumnos y amigos de la Universidad denominada Alumni USAL. La asociación cuenta con más de 51.000 socios, y presencia en más de 10 países en Europa y Latinoamérica.

## Deportes
El Servicio de Educación Física y Deportes de la Universidad de Salamanca se encarga de fomentar la práctica deportiva entre su alumnado, tanto desde el punto de vista recreativo como competitivo. A nivel competitivo, además de disputar los Campeonatos de España Universitarios, también participa en deportes federados, bajo el nombre de Club Deportivo Universidad de Salamanca. Antes de 2005 compitió con la denominación de Agrupación Deportiva Universidad de Salamanca (ADU Salamanca).
Las competiciones federadas en las que participa actualmente son:
- Baloncesto femenino y masculino
- Fútbol Sala femenino
- Halterofilia
- Rugby femenino y masculino
- Voleibol femenino
- Ajedrez

Anteriormente la ADU Salamanca participó en otros deportes federados, como el atletismo femenino, donde consiguió éxitos notables como la Copa de la Reina -principal competición española interclubes en pista cubierta- de 1998. El equipo de baloncesto femenino de la ADU Salamanca, creado en 1988, también compitió en la élite, al ascender a la Liga Femenina en 1992. Tras dos temporadas en la máxima categoría, en 1994 la entidad cedió los derechos federativos del equipo al Club Baloncesto Halcón Viajes.

## En las artes y la cultura popular
Sansón Carrasco, personaje de la novela Don Quijote de la Mancha, de Miguel de Cervantes, es bachiller de la Universidad de Salamanca. En el capítulo VII de la novela, el personaje utiliza el hecho de haber estudiado en Salamanca, entonces la universidad más prestigiosa de España, como argumento para dar por verdad lo que dice:

Yo sé lo que digo, señora ama: váyase y no se ponga a disputar conmigo, pues sabe que soy bachiller por Salamanca, que no hay más que bachillear.

Un proverbio o refrán español utiliza el nombre de la Universidad de Salamanca para expresar la idea de que la educación y el estudio por sí solos no bastan para hacer culta a una persona, sino que también son necesarias aptitudes y actitudes innatas como la inteligencia y el esfuerzo:

Lo que natura no da, Salamanca no presta.

### Redes sociales
- Facebook
- Twitter
- YouTube
- Instagram
- LinkedIn

- Datos: Q308963
- Multimedia: University of Salamanca / Q308963
- Especies: SALA